# Hong Sang Eo

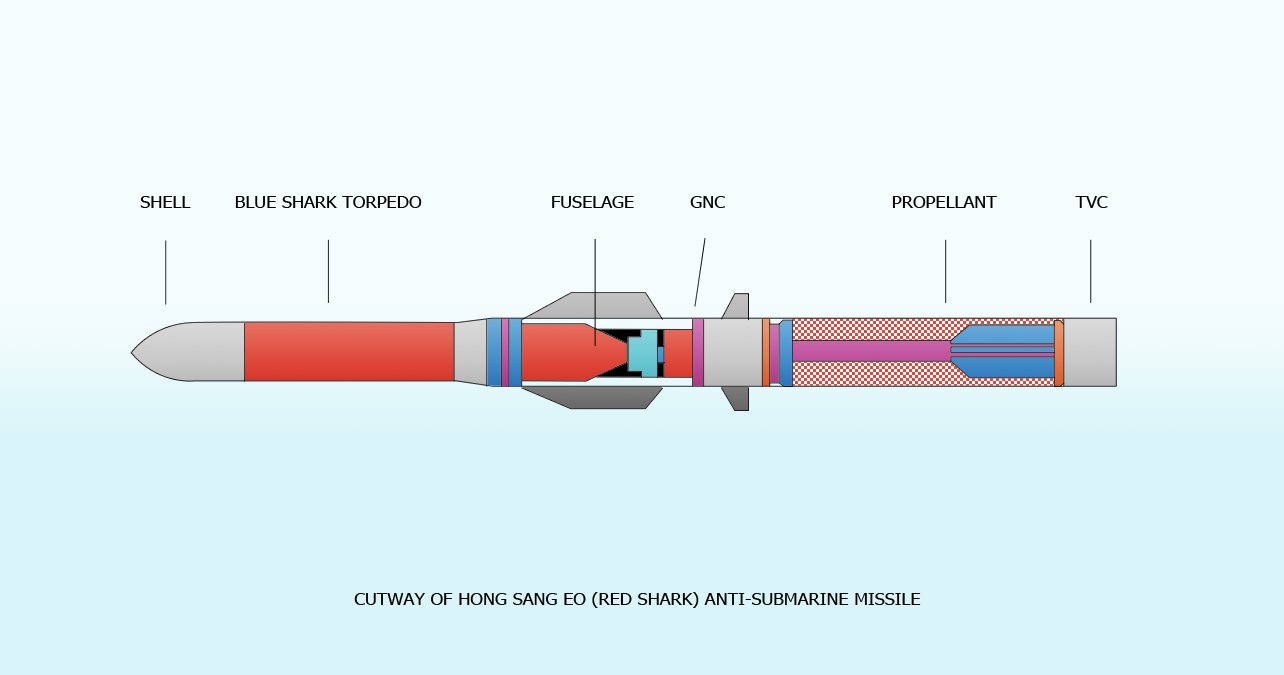
Řez raketovým torpédem Hong Sang Eo

Hong Sang Eo (Red Shark) je raketové torpédo vyvinuté pro námořnictvo Korejské republiky. Střela byla vyvíjena v letech 1999–2009. Svou koncepcí, i způsobem nasazení, odpovídá americkému typu RUM-139 VL-ASROC. Hong Sang Eo je odpalována z vertikálního vypouštěcího sila K–VLS korejské konstrukce. Start střely zajišťuje booster s měnitelným vektorem tahu, letový stupeň poté pokračuje v letu po balistické dráze. Usměrňují jej čtyři nosné a čtyři řídící plochy. Nad cílem vypustí lehké protiponorké torpédo K745A1 Chung Sang Eo, které při dopadu brzdí a stabilizuje padák. Torpédo již po dopadu pracuje samostatně. Tento typ používají korejské torpédoborce tříd Čchungmukong I Sun-sin a Tchedžo Veliký.

## Hlavní technické údaje
- Hmotnost: 820 kg
- Délka: 5,7 m
- Průměr: 380 mm
- Nejvyšší rychlost (torpéda): 45 uzlů
- Dosah: 19 km